# Wolfgang Golther
Wolfgang Golther, né le 25 mai 1863 à Stuttgart et mort le 4 décembre 1945 à Rostock[réf. nécessaire], est un germaniste allemand.